# Go West (nummer)
"Go West" is een nummer van de Amerikaanse discogroep Village People. Het nummer verscheen op hun gelijknamige album uit 1979. In juni van dat jaar werd het nummer uitgebracht als de eerste single van het album. In 1993 zette het Britse duo Pet Shop Boys een cover op hun album Very, dat op 6 september van dat jaar werd uitgebracht als de tweede single van het album. De Zware Jongens hebben een Nederlandstalige cover gemaakt met als titel 't Is stil aan de overkant die vaak te horen is tijdens EK's en WK's voetbal als het Nederlands Elftal meedoet.

## Achtergrond
"Go West" is geschreven door Jacques Morali en Henri Belolo, maar na een rechtszaak in 2012 werd Victor Willis, de leadzanger van de groep, toegevoegd als schrijver bij alle Village People-hits. De titel is afkomstig van de quote "Go West, young man", die in 1865 aanmoedigde om de Westelijke Verenigde Staten te koloniseren. De melodie van het nummer lijkt op het Volkslied van de Sovjet-Unie.
"Go West" werd wereldwijd een hit. In Village Peoples' thuisland de Verenigde Staten bereikte de single de 45e positie in de Billboard Hot 100, terwijl in het Verenigd Koninkrijk de 15e positie in de UK Singles Chart werd bereikt. Ook werd het een hit in onder meer Canada en Ierland. 
In Nederland werd de plaat door dj Ferry Maat veel gedraaid in de Soulshow op de befaamde donderdag op Hilversum 3 en werd mede hierdoor een radiohit in de destijds drie landelijke hitlijsten op de nationale publieke popzender. De plaat bereikte de 31e positie in de Nederlandse Top 40, de 29e positie in de Nationale Hitparade en piekte op de 28e positie in de TROS Top 50. In de Europese hitlijst op Hilversum 3, de TROS Europarade, werd géén notering behaald.
In België bereikte de plaat de 12e positie in de voorloper van de Vlaamse Ultratop 50 en de 9e positie in de Vlaamse Radio 2 Top 30. In  Wallonië werd géén notering behaald.

## Cover van Pet Shop Boys
In 1992 traden de Pet Shop Boys op tijdens een AIDS-benefietavond. Groepslid Chris Lowe besloot dat het duo die avond "Go West" zou zingen. Alhoewel zanger Neil Tennant de tekst niet kon onthouden, besloten zij het nummer in de studio op te nemen. In 1992 werd een eerste versie opgenomen die bedoeld was als losstaande single, maar deze werd nooit uitgebracht. In september 1993 verscheen een andere, remix versie op het album Very en werd het tevens uitgebracht als de tweede single van het album. Deze versie bevatte een nieuw geschreven brug, waardoor Tennant en Lowe werden genoemd als medeschrijvers op het nummer.
"Go West" werd in de versie van de Pet Shop Boys een grotere hit dan in de uitvoering van de Village People. De single bereikte de nummer 1-positie in Duitsland, Finland, Ierland en IJsland en kwam in thuisland het Verenigd Koninkrijk op de 2e positie in de UK Singles Chart terecht. Ook bereikte deze versie de top 5 in Denemarken, Frankrijk, Noorwegen, Oostenrijk, Spanje, Zweden en Zwitserland. In de Verenigde Staten werd de Billboard Hot 100 niet bereikt; hier bleef de single steken op de 6e positie in de "Bubbling Under"-lijst.
In Nederland werd de single in het najaar van 1993 veel gedraaid op de landelijke radiozenders en werd een gigantische hit. De single bereikte de 3e positie in de Nederlandse Top 40 en de 5e positie in de destijds nieuwe publieke hitlijst op Radio 3; de Mega Top 50. 
In België bereikte de single de 2e positie in de voorloper van de Vlaamse Ultratop 50 en de 4e positie in de Vlaamse Radio 2 Top 30. In Wallonië werd géén notering behaald.

## Hitnoteringen

### Village People

#### Nederlandse Top 40
| Hitnotering: 23-06-1979 t/m 14-07-1979 | Hitnotering: 23-06-1979 t/m 14-07-1979 | Hitnotering: 23-06-1979 t/m 14-07-1979 | Hitnotering: 23-06-1979 t/m 14-07-1979 | Hitnotering: 23-06-1979 t/m 14-07-1979 | Hitnotering: 23-06-1979 t/m 14-07-1979 |
| Week                                   | 1                                      | 2                                      | 3                                      | 4                                      |                                        |
| -------------------------------------- | -------------------------------------- | -------------------------------------- | -------------------------------------- | -------------------------------------- | -------------------------------------- |
| Positie                                | 37                                     | 31                                     | 37                                     | 38                                     | uit                                    |

#### Nationale Hitparade
| Hitnotering: 23-06-1979 t/m 21-07-1979 | Hitnotering: 23-06-1979 t/m 21-07-1979 | Hitnotering: 23-06-1979 t/m 21-07-1979 | Hitnotering: 23-06-1979 t/m 21-07-1979 | Hitnotering: 23-06-1979 t/m 21-07-1979 | Hitnotering: 23-06-1979 t/m 21-07-1979 | Hitnotering: 23-06-1979 t/m 21-07-1979 |
| Week                                   | 1                                      | 2                                      | 3                                      | 4                                      | 5                                      |                                        |
| -------------------------------------- | -------------------------------------- | -------------------------------------- | -------------------------------------- | -------------------------------------- | -------------------------------------- | -------------------------------------- |
| Positie                                | 36                                     | 29                                     | 36                                     | 33                                     | 48                                     | uit                                    |

#### TROS Top 50
Hitnotering: 14-06-1979 t/m 05-07-1979. Hoogste notering: #28 (1 week).

### Pet Shop Boys

#### Nederlandse Top 40
| Hitnotering: 02-10-1993 t/m 25-12-1993 | Hitnotering: 02-10-1993 t/m 25-12-1993 | Hitnotering: 02-10-1993 t/m 25-12-1993 | Hitnotering: 02-10-1993 t/m 25-12-1993 | Hitnotering: 02-10-1993 t/m 25-12-1993 | Hitnotering: 02-10-1993 t/m 25-12-1993 | Hitnotering: 02-10-1993 t/m 25-12-1993 | Hitnotering: 02-10-1993 t/m 25-12-1993 | Hitnotering: 02-10-1993 t/m 25-12-1993 | Hitnotering: 02-10-1993 t/m 25-12-1993 | Hitnotering: 02-10-1993 t/m 25-12-1993 | Hitnotering: 02-10-1993 t/m 25-12-1993 | Hitnotering: 02-10-1993 t/m 25-12-1993 | Hitnotering: 02-10-1993 t/m 25-12-1993 | Hitnotering: 02-10-1993 t/m 25-12-1993 |
| Week                                   | 1                                      | 2                                      | 3                                      | 4                                      | 5                                      | 6                                      | 7                                      | 8                                      | 9                                      | 10                                     | 11                                     | 12                                     | 13                                     |                                        |
| -------------------------------------- | -------------------------------------- | -------------------------------------- | -------------------------------------- | -------------------------------------- | -------------------------------------- | -------------------------------------- | -------------------------------------- | -------------------------------------- | -------------------------------------- | -------------------------------------- | -------------------------------------- | -------------------------------------- | -------------------------------------- | -------------------------------------- |
| Positie                                | 28                                     | 21                                     | 12                                     | 10                                     | 8                                      | 7                                      | 6                                      | 5                                      | 3                                      | 6                                      | 12                                     | 17                                     | 28                                     | uit                                    |

#### Mega Top 50
| Hitnotering: 02-10-1993 t/m 25-12-1993 | Hitnotering: 02-10-1993 t/m 25-12-1993 | Hitnotering: 02-10-1993 t/m 25-12-1993 | Hitnotering: 02-10-1993 t/m 25-12-1993 | Hitnotering: 02-10-1993 t/m 25-12-1993 | Hitnotering: 02-10-1993 t/m 25-12-1993 | Hitnotering: 02-10-1993 t/m 25-12-1993 | Hitnotering: 02-10-1993 t/m 25-12-1993 | Hitnotering: 02-10-1993 t/m 25-12-1993 | Hitnotering: 02-10-1993 t/m 25-12-1993 | Hitnotering: 02-10-1993 t/m 25-12-1993 | Hitnotering: 02-10-1993 t/m 25-12-1993 | Hitnotering: 02-10-1993 t/m 25-12-1993 | Hitnotering: 02-10-1993 t/m 25-12-1993 | Hitnotering: 02-10-1993 t/m 25-12-1993 |
| Week                                   | 1                                      | 2                                      | 3                                      | 4                                      | 5                                      | 6                                      | 7                                      | 8                                      | 9                                      | 10                                     | 11                                     | 12                                     | 13                                     |                                        |
| -------------------------------------- | -------------------------------------- | -------------------------------------- | -------------------------------------- | -------------------------------------- | -------------------------------------- | -------------------------------------- | -------------------------------------- | -------------------------------------- | -------------------------------------- | -------------------------------------- | -------------------------------------- | -------------------------------------- | -------------------------------------- | -------------------------------------- |
| Positie                                | 40                                     | 29                                     | 20                                     | 10                                     | 8                                      | 6                                      | 5                                      | 6                                      | 9                                      | 9                                      | 10                                     | 17                                     | 27                                     | uit                                    |

#### NPO Radio 2 Top 2000
| Nummer met noteringen in de NPO Radio 2 Top 2000 | '10  | '11  | '12 | '13  | '14  | '15  | '16  | '17  |
| ------------------------------------------------ | ---- | ---- | --- | ---- | ---- | ---- | ---- | ---- |
| Go West                                          | 1785 | 1992 | -   | 1958 | 1876 | 1764 | 1914 | 1795 |

1. ↑  Een '-' betekent dat het nummer niet was genoteerd en een vetgedrukt getal geeft de hoogste notering aan.
2. ↑  2010 was het eerste jaar met een notering voor dit nummer.
3. ↑  Deze tabel is bijgewerkt tot en met de laatste editie (2024).